# Шаппо, Александр Владимирович
Александр Владимирович Шаппо — белорусский скульптор, график, художник-постановщик, общественный деятель.

## Биография
1971 г. — родился в Витебске, БССР.
1982—1986 гг. — Детская художественная школа, Новополоцк, БССР.
1986—1989 гг. — Республиканская школа музыки и искусств им. Ахремчика, Минск, БССР.
1992—1999 гг. — Белорусская государственная академия искусств, Минск, Беларусь.
Член Белорусского Союза художников.
Регулярно выставляется в Беларуси и за рубежом. Лауреат престижных международных конкурсов графики и скульптуры. Работы находятся в Национальном художественном музее Республики Беларусь, Музее современного изобразительного искусства города Минска, Витебском художественном музее, Художественной галерее Национального Полоцкого историко-культурного музея-заповедника, в частных коллекциях Франции, Германии, Нидерландов, Литвы, Латвии, Эстонии, России и других стран. Автор ряда памятников, мемориальных досок, парковых скульптур, установленных в Республике Беларусь и Российской Федерации.

### Установленные работы
- 1996 — Мемориальная доска академику живописи Ивану Хруцкому, Полоцк, Беларусь;
- 2003 — Мемориальная доска архитектору Воинову А. В., Архитектурный факультет БНТУ, Минск, Беларусь;
- 2006 — Мемориальная доска почетному строителю России Ануркину В. А., поселок Междуречье, Беларусь;
- 2008 — Парковая скульптура «Уличный музыкант», Новополоцк, Беларусь;
- 2008 — Парковая скульптура «Трубач и такса», поселок Довиль, Подмосковье, Россия;
- 2008 — Парковая скульптура «Гармонист и кот», поселок Довиль, Подмосковье, Россия;
- 2009 — Победитель республиканского конкурса на создание памятника зодчему Иоанну, Полоцк, Беларусь;
- 2012 — Установка памятника зодчему Иоанну в честь 1150-летия г. Полоцка, Полоцк;
- 2013 — Мемориал братской могилы «Память», Минск, Беларусь;
- 2014 — Мемориал «Куб мужества и скорби», Бобруйск, Беларусь;
- 2015 — Рельеф «Спадчына», деловой и культурный комплекс Посольства Республики Беларусь в Российской Федерации, Москва;
- 2017 — Памятный знак «Бобруйск — культурная столица Беларуси», Бобруйск, Беларусь;
- 2018 — Мемориальная доска писателю Кулаковскому А. Н., Солигорск, Беларусь;
- 2018 — Мемориальная доска Герою Социалистического труда Селиванову А. В., Солигорск, Беларусь;
- 2018 — Надмогильный памятник Народному артисту Республики Беларусь Тихановичу А. Г.

### Выставки
- 1996 — Мемориальная доска академику живописи Ивану Хруцкому, Полоцк, Беларусь;
- 2003 — Мемориальная доска архитектору Воинову А. В., Архитектурный факультет БНТУ, Минск, Беларусь;
- 2006 — Мемориальная доска почетному строителю России Ануркину В. А., поселок Междуречье, Беларусь;
- 2008 — Парковая скульптура «Уличный музыкант», Новополоцк, Беларусь;
- 2008 — Парковая скульптура «Трубач и такса», поселок Довиль, Подмосковье, Россия;
- 2008 — Парковая скульптура «Гармонист и кот», поселок Довиль, Подмосковье, Россия;
- 2009 — Победитель республиканского конкурса на создание памятника зодчему Иоанну, Полоцк, Беларусь;
- 2012 — Установка памятника зодчему Иоанну в честь 1150-летия г. Полоцка, Полоцк;
- 2013 — Мемориал братской могилы «Память», Минск, Беларусь;
- 2014 — Мемориал «Куб мужества и скорби», Бобруйск, Беларусь;
- 2015 — Рельеф «Спадчына», деловой и культурный комплекс Посольства Республики Беларусь в Российской Федерации, Москва;
- 2017 — Памятный знак «Бобруйск — культурная столица Беларуси», Бобруйск, Беларусь;
- 2018 — Мемориальная доска писателю Кулаковскому А. Н., Солигорск, Беларусь;
- 2018 — Мемориальная доска Герою Социалистического труда Селиванову А. В., Солигорск, Беларусь;
- 2018 — Надмогильный памятник Народному артисту Республики Беларусь Тихановичу А. Г.

- 1988 — «Пони-Баш», Республиканская школа музыки и искусств им. Ахремчика, Минск;
- 1989 — Республиканская молодёжная выставка, Дворец искусства, Минск;
- 1992 — Выставка белорусских художников, посвященная всемирному джинсовому фестивалю, театр Бориса Понизовского. Пушкинская 10, Санкт-Петербург;
- 1996 — Республиканская выставка «Чернобыль — 10 лет», Дворец искусства, Минск;
- 1998 — Республиканская молодёжная выставка, Дворец искусства, Минск;
- 1998 — Республиканская выставка рисунка, Дворец искусства, Минск;
- 1999 — Республиканская молодёжная выставка «Время. Пространство. Личность», Дворец искусства, Минск;
- 2000 — Республиканская молодёжная выставка «Новые имена», Дворец искусства, Минск;
- 2000 — Республиканская выставка «Беларусь третьему тысячелетию», Дворец искусства, Минск;
- 2000 — Выставка белорусской скульптуры «Минск-Рига», Рига, Латвия;
- 2002 — Выставка белорусской скульптуры «Русская галерея», Вильнюс, Литва;
- 2002 — «Минск-Рига-Минск», Музей современной скульптуры им. А. Бембеля, Минск;
- 2002 — «Большой весенний салон скульптуры», Музей современной скульптуры им. Бембеля, Минск;
- 2003 — «50-летие Художественного факультета», Дворец искусства, Минск;
- 2004 — «Кошка и собака», художественная галерея Дворца Республики, Минск;
- 2004 — «Экология», ЦДХ, Москва;
- 2004 — Республиканская выставка, посвященная 60-летию Победы, Дворец искусства, Минск;
- 2004 — Республиканская молодёжная выставка «Путешествие», Дворец искусства, Минск;
- 2004 — Выставка, посвященная 80-летию Витебской школы, Художественная галерея Л. Щемелева, Минск;
- 2004 — Республиканская выставка «От съезда к съезду», Дворец искусства, Минск;2005 Выставка, посвященная 100-летию со дня рождения Сальвадора Дали, художественная галерея Дворца Республики, Минск;
- 2005 — Республиканская выставка белорусской скульптуры, Дворец искусства, Минск;
- 2005 — Республиканская выставка «Осень-2005», Дворец искусства, Минск;
- 2006 — Участник 15-го международного фестиваля «Славянский базар» с выставкой «Artifact season», Городская ратуша, Витебск;
- 2006 — Республиканская молодёжная выставка «Как я провел лето», Дворец искусства, Минск;
- 2006 — Республиканская выставка «Белорусская графика», Дворец искусства, Минск;
- 2007 — Республиканская выставка «Художественные коласовины», Дворец искусства, Минск;
- 2007 — Выставка, посвященная 60-летию Минского художественного училища имени А. К. Глебова, Музей современного изобразительного искусства, Минск;
- 2008 — Призёр 7-й Международной триеннале печатной графики Кочи, Япония;
- 2008 — Республиканская выставка «Портрет в живописи, графике и скульптуре», Дворец искусства, Минск;
- 2008 — Республиканская выставка «Рисунок и скульптура», Дворец искусства, Минск;
- 2008 — I Белорусская биеннале живописи, графики и скульптуры, Дворец искусства, Минск;
- 2008 — «ART B-ROSSO 2008», B-ROSSO gallery, Никосия, Кипр;
- 2008 — «NEW WORKS NEW GALLERY NEW ARTIST», Gallery Viktor Grray, Дюссельдорф, Германия;
- 2008 — DIE SCHONEN RUSSEN KOMMEN — Accrochage — Galerie Viktor Grray, Дюссельдорф, Германия;
- 2009 — Республиканская выставка «НЮ», Дворец искусства, Минск;
- 2009 — Республиканская выставка, посвященная 65-летию освобождения Беларуси «Память сердца», Дворец искусства, Минск;
- 2009 — Республиканская выставка «Миллениум», Дворец искусства, Минск;
- 2009 — Выставка графики «Дмитрий Молотков. Маэстро эстампа», Национальный художественный музей Республики Беларусь, Минск;
- 2009 — «Memory Fragments». One-year anniversary of the Victoria Kovalenchikova Gallery. Амстердам, Нидерланды;
- 2010 — Республиканская выставка «Эстамп», Дворец искусства, Минск;
- 2010 — Выставка белорусского искусства «Земля под белыми крыльями», Национальный художественный музей Республики Беларусь, Минск;
- 2010 — The Affordable Art Fair Amsterdam. Westergasfabriek. Амстердам, Нидерланды;
- 2010 — Open Art Fair. Jaarbeurs Utrecht Exhibition Centre. Утрехт, Нидерланды;
- 2010 — Art Nocturne. 35 International Kunst — en Antiekbeurs. CC Scharpoord. Кнокке, Бельгия;
- 2010 — Russian, Eastern & Oriental Fine Art Fair. Park Lane Hotel. Лондон, Англия;
- 2010 — Art & Antiques Fair. Брабант, Хертогенбош, Нидерланды;
- 2010 — «Primavera’10». AHOY. Роттердам, Нидерланды;
- 2010 — «Reflected Reality». Victoria Kovalenchikova Gallery. Амстердам, Нидерланды;
- 2011 — Республиканская выставка «Рисунок и скульптура», Дворец искусства, Минск;
- 2011 — Групповая выставка скульптуры «Обогащая друг друга», Музей современного изобразительного искусства, Минск;
- 2011 — Выставка графики «…И прелести твоей секрет разгадке жизни равносилен», Национальный художественный музей Республики Беларусь, Минск;
- 2011 — Выставка скульптуры «ТРОГАТелЬная выставка», Национальный художественный музей Республики Беларусь, Минск;
- 2011 — «Tales of Breukelen». BWAC. Red Hook New York. Нью-Йорк, США;
- 2012 — «С любовью к Латинской Америке», Минск, Беларусь;
- 2012 — «I Минская триеннале современного искусства», выставочный центр «Белэкспо» Минск, Беларусь;
- 2012 — III Белорусская биеннале живописи, графики и скульптуры, Дворец искусства, Минск;
- 2013 — Арт-проект «Дверь», Центр современных искусств, Минск;
- 2013 — New York City Affordable Art Fair, Нью-Йорк, США;
- 2014 — Выставка современного белорусского искусства «Avant-gARTe», Музей современного искусства, Минск;
- 2014 — Выставка современной белорусской скульптуры «Скульптура: XXI», Дворец искусства, Минск;
- 2014 — Выставка живописи, графики, скульптуры «К 150-летию восстания Кастуся Калиновского», Дворец искусства, Минск;
- 2014 — IV Белорусская биеннале живописи, графики и скульптуры, Дворец искусства, Минск;
- 2015 — Выставка живописи «Лабиринт», Дворец искусства, Минск;
- 2015 — Выставка скульптуры «Проект», Дворец искусства, Минск;
- 2015 — «12 стратегий», Центр современных искусств, Минск;
- 2015 — Выставка городской скульптуры в рамках ХI Национального фестиваля архитектуры «Минск-2015», Городская ратуша, Минск;
- 2015 — Выставка современного портрета «Не 1/8», Мемориальный музей-мастерская З. И. Азгура, Минск;
- 2015 — II Международная выставка графики «В поисках утраченного рая», Культурный центр Nuevo Inicio, Гранада, Испания;
- 2015 — «Эротико-бытовой проект», галерея Белорусского союза дизайнеров, Минск;
- 2015 — Республиканская выставка, посвященная 70-летию освобождения Беларуси «Победа», Дворец искусства, Минск;
- 2016 — Выставка «Год скульптуры» секции «Скульптура» Белорусского союза художников, Художественная галерея Михаила Савицкого, Минск;
- 2016 — «Постулат 2016», Дворец искусства, Минск;
- 2016 — XIX Московский международный художественный салон «ЦДХ-2016. Образ времени»;
- 2016 — Всебелорусский арт-фестиваль художественных объектов «Потому что…», Дворец искусства, Минск;
- 2016 — «Современная Беларусь глазами художников», Национальный художественный музей Республики Беларусь, Минск;
- 2017 — «Человек и человек», Национальный центр современных искусств, Минск;
- 2017 — Республиканская выставка современного искусства «Возвращение образа. К 130-летию Марка Шагала», Дворец искусства, Минск;
- 2017 — Выставка участников арт-проекта «Осенний салон с Белгазпромбанком» «Сегодня и завтра. Молодые художники из Беларуси», галерея «Arka», Вильнюс;
- 2018 — Международный фестиваль современного искусства «Арт-Минск», Дворец искусства, Минск;
- 2018 — Республиканская выставка «Формостояние», Могилёвский областной художественный музей имени Павла Масленикова;
- 2018 — VI Белорусская биеннале живописи, графики и скульптуры, Дворец искусства, Минск;

### Персональные выставки
- 1994 — «ШАПА-1», Новополоцк;
- 1995 — «ШАПА-1», Городская ратуша, Витебск;
- 1996 — Перфоманс «AXIS», галерея «6-я линия», Минск;
- 1998 — «Ш-3», галерея «6-я линия», Минск;
- 1999 — Персональная выставка скульптуры, посвященная защите диплома. Музей современной скульптуры А. Бембеля, Минск;
- 2000 — «В. Шаппо & Сыновья», Дворец искусства, Минск;
- 2000 — «Коктейль», галерея «Золото», Минск;
- 2001— — 2002 «Рождественский пунш», Музей современной скульптуры А. Бембеля, Минск;
- 2006 — «Ecce Femina» выставка графики, Музей современного изобразительного искусства, Минск;
- 2012 — «Boogie bronze», Мазда-центр, Минск;
- 2012 — «Плыви по Полоте», дворец Румянцевых и Паскевичей, Гомель;
- 2014 — «Коктейль Шаппо», арт-галерея «К35», Москва;
- 2015 — «Начало», Художественный музей, Витебск;
- 2016 — «23 новеллы с прологом и эпилогом», «Галерея ДК», Минск;
- 2016 — «Сюита № 45», Национальный художественный музей Республики Беларусь, Минск;
- 2018 — «Полковник», Мемориальный музей-мастерская З. И. Азгура, Минск;
- 2018 — «Струсто, Даубле, Ричи, Саванар», Художественная галерея Михаила Савицкого, Минск.

### Пленэры
- 1996 — «Разговор с камнями», Минск («Голова лошади»);
- 1997 — 1-й Международный пленэр им. А. Аникейчика, Минск («Похищение Европы»);
- Международный пленэр молодых скульпторов «Дудудки», Беларусь-1997, Москва-1998 («Мать и Дитя»);
- 1998 — Пленэр в граните, Солигорск, Беларусь («Слон и Попугай»);
- 1999 — 2-й Международный пленэр художников из восточной Европы, Вильнюс, Литва («Вино-кровь моя, хлеб-плоть моя»);
- 2002 — Симпозиум в металле, Рига-Звартава, Латвия («Вставший на дыбы»);
- 2002 — Симпозиум в известняке, посвященный Дню Независимости Украины, Южноукраинск, Украина («Ракушка Каури»);
- 2003 — Организатор симпозиума в граните, посвященного 45-летию г. Новополоцка, Беларусь («Вспоминая античность»);
- 2005 — 7-й Международный фестиваль скульптуры изо льда, Елгава, Латвия («Памяти Экзюпери» — 2-е место в коллективной работе);
- 2006 — 8-й Международный фестиваль скульптуры изо льда, Елгава, Латвия («Эволюция» — третье место в коллективной работе, «Одно сердце на двоих» — второе место в индивидуальной работе);

### Фильмография (художник-постановщик)
- Телекомпания «Воен-ТВ» — документально-постановочные фильмы: «Тростинец — лагерь смерти», «Граница» и др.;
- Телекомпания «Мир» — документально-постановочный сериал «Земля гениев», посвященный выдающимся людям Беларуси («Отто Шмидт», «Хаим Сутин», «Дзига Вертов», «Казимир Семенович»);
- Национальная киностудия «Беларусьфильм»:
- 2006 — х/ф «Щит отечества»;
- 2008 — х/ф «Днепровский рубеж». Диплом лауреата I степени премии Министра обороны Республики Беларусь в области литературы и искусства в составе творческой группы.

## Галерея

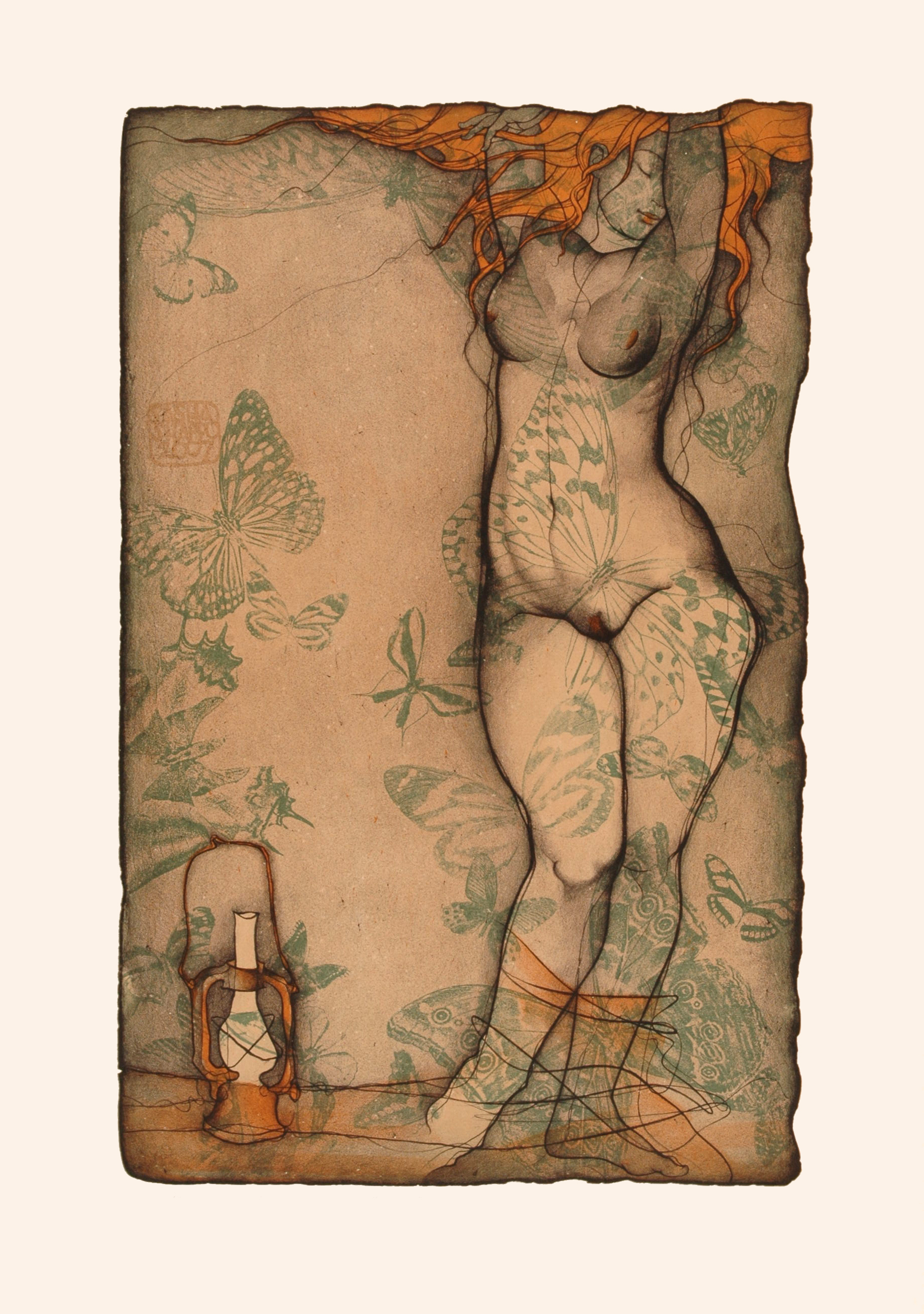

## Награды и премии
- Почётный знак «За заслуги в развитии культуры и искусства» (24 ноября 2016 года, Межпарламентская ассамблея СНГ) — за значительный вклад в формирование и развитие общего культурного пространства государств — участников Содружества Независимых Государств, в реализацию идей сотрудничества в сфере культуры и искусства[1].